# Maria Tawryczewska
Maria Tawryczewska (z d. Szpakowska, ur. 31 lipca 1927 w Warszawie, zm. 9 października 2012) – polska architektka, uczestniczka odbudowy Wrocławia w latach 1952-1964.

## Życiorys
Córka artysty i architekta Wacława Szpakowskiego (1883-1973), siostra artystki Anny Szpakowskiej-Kujawskiej (ur. 1931).
Jej mężem był Igor Tawryczewski (1927-1989), również architekt, wraz z którym mieszkała i pracowała w Londynie w latach 1964-1979. Później Tawryczewscy byli związani z Warszawą.
Była członkinią Szarych Szeregów w Otwocku.
Pochowana na Cmentarzu Grabiszyńskim we Wrocławiu.

## Wykształcenie
W 1951 uzyskała dyplom mgr. inż. architektury na Wydziale Architektury Politechniki Wrocławskiej, będąc jedną z pierwszych jej absolwentek.

## Twórczość

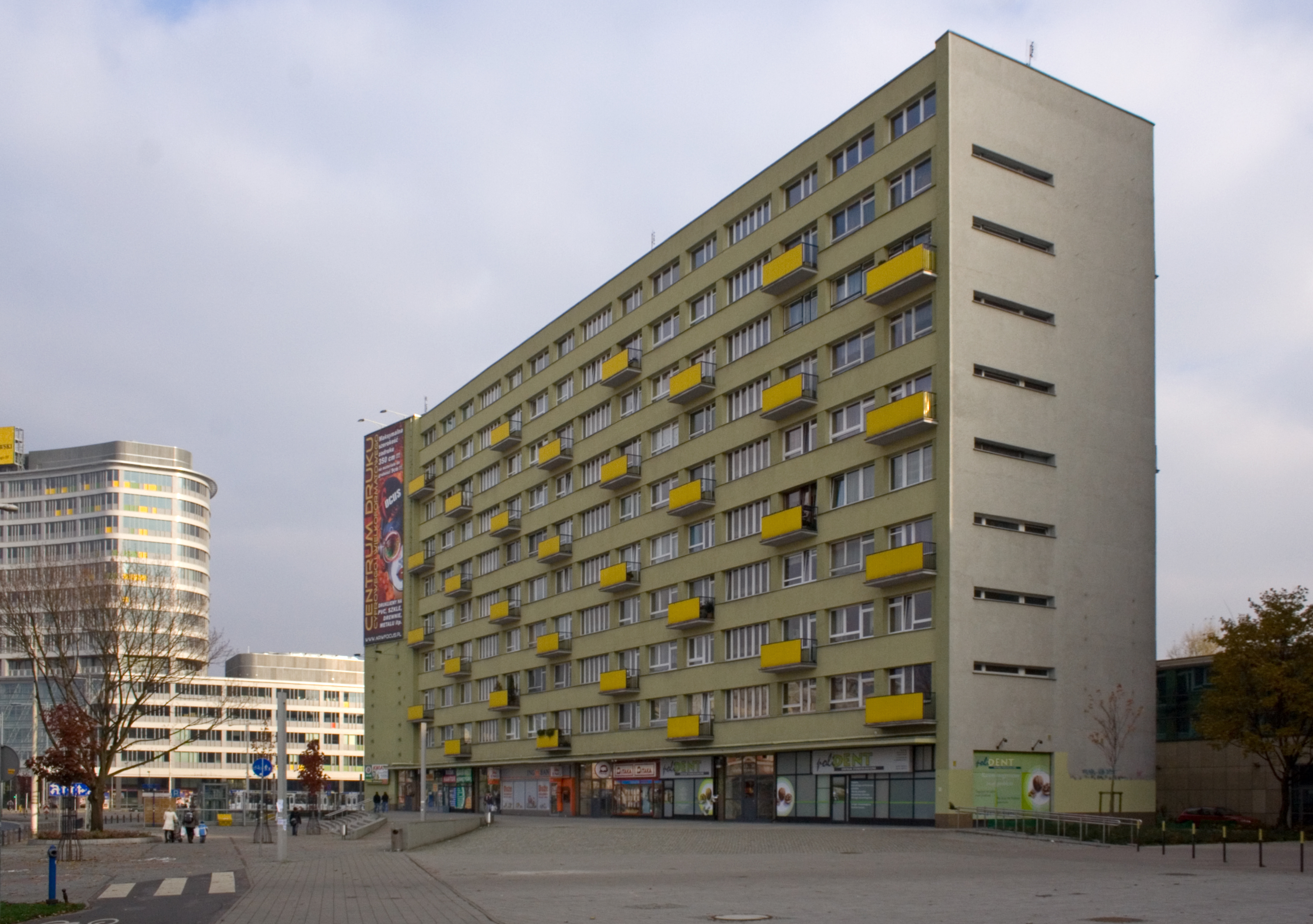
Dom Naukowca we Wrocławiu

Tawryczewska należała do grona projektantek i projektantów powojennej architektury Wrocławia. Brała udział w odbudowie miasta, w latach 1952-1964 pracując w Miastoprojekcie Wrocław. Wiele obiektów zaprojektowała we współpracy z Jadwigą Grabowską-Hawrylak, Edmundem Frąckiewiczem i Igorem Tawryczewskim, np. Mezonetowiec czy Osiedle Kołłątaja. Dwie z ich wspólnych realizacji – Dom Naukowca i budynek przy ul. Grabiszyńskiej 164 – uzyskały wyróżnienia w plebiscycie "Mister Wrocławia" w roku 1960 i 1963. Natomiast Osiedle Gajowice (1959-1965), zaprojektowane w zespole z E. Frąckiewiczem, J. Grabowską-Hawrylak, M. Kiełczewską, W. Maciejewskim, S. Müllerem, Z. Pawłowiczem oraz I. Tawryczewskim (kier.) było "największą inwestycją mieszkaniową w powojennej historii miasta".
W latach 1964–1979 pracowała wraz z mężem w Londynie. W latach 1979–1989 obydwoje pracowali w biurze Miastoprojekt-Budopol w Warszawie.
Od 1952 była członkinią warszawskiego oddziału Stowarzyszenia Architektów Polskich.

### Wybrane realizacje
- Osiedle Kołłątaja we Wrocławiu (1955-58), wraz z E. Frąckiewiczem, J. Grabowską-Hawrylak i I. Tawryczewskim[7], w tym:
  - Mezonetowiec, ul. Kołłątaja 9-12 (1958-60), wraz z E. Frąckiewiczem, J. Grabowską-Hawrylak i I. Tawryczewskim – galeriowiec mieszkalno-usługowy z dwupoziomowymi mieszkaniami[8][9],
  - budynek przy ul. Kołłątaja 27-30[10],
  - budynek przy ul. Kołłątaja 34-35 / ul. Podwale 58-60[11],
- Dom Naukowca we Wrocławiu (1958-60), pl. Grunwaldzki 15-21, wraz z E. Frąckiewiczem, J. Grabowską-Hawrylak i I. Tawryczewskim – dom mieszkalny pracowników Politechniki Wrocławskiej, pierwszy "Mister Wrocławia"[12][13][7],
- Osiedle Gajowice we Wrocławiu (1959-1965) z dwiema szkołami przy ul. Grochowej (1962–1964), wraz z E. Frąckiewiczem, J. Grabowską-Hawrylak, M. Kiełczewską, W. Maciejewskim, S. Müllerem, Z. Pawłowiczem, I. Tawryczewskim (kier.)[5][6][7],
- budynek przy ul. Grabiszyńskiej 164 we Wrocławiu, wraz z I. Tawryczewskim – 10-kondygnacyjny budynek mieszkalny[4][14][15],
- budynek mieszkalny przy ul. Kościuszki 36-42 we Wrocławiu, wraz z E. Frąckiewiczem, J. Grabowską-Hawrylak i I. Tawryczewskim[16],
- budynek mieszkalny przy ul. Pereca 26-28 / ul. Żelaznej 53[1].

## Nagrody
- Dom Naukowca – pierwszy w historii miasta tytuł „Mister Wrocławia”, 1960[4][17], Dom Roku 1961[7],
- budynek przy ul. Grabiszyńskiej 164 – „Mister Wrocławia”, 1963[4].

## Galeria

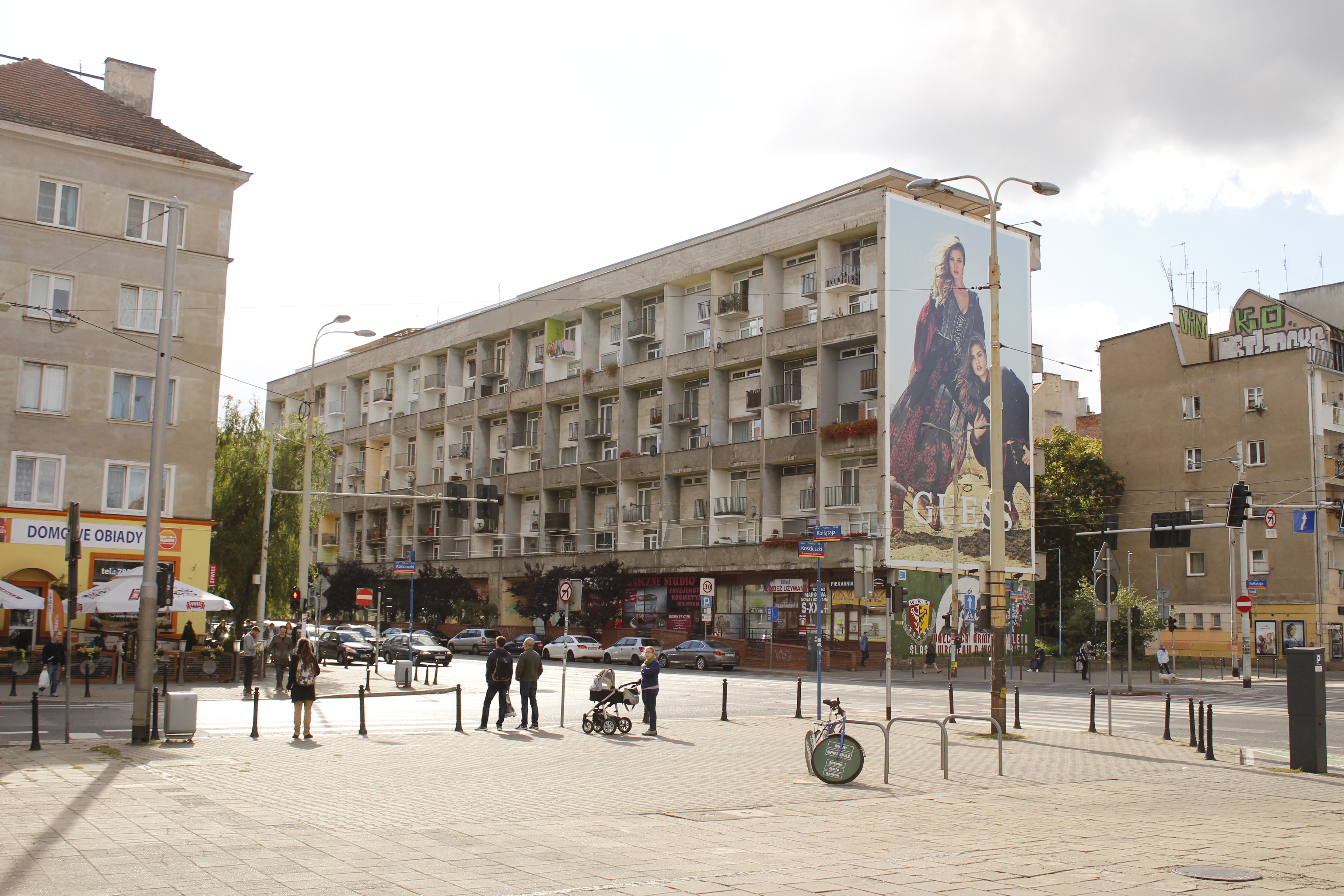
Mezonetowiec we Wrocławiu
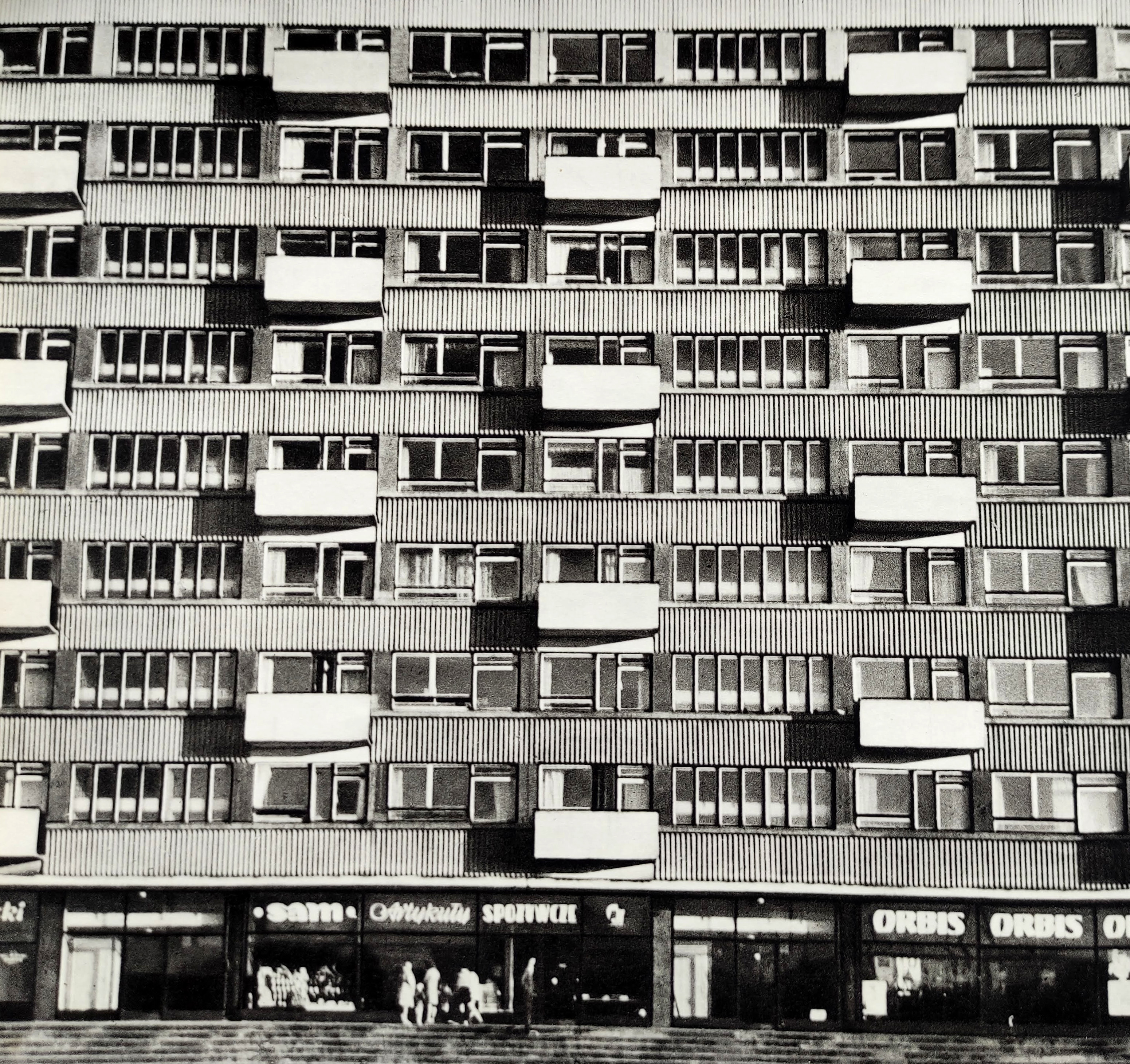
Elewacja Domu Naukowca we Wrocławiu
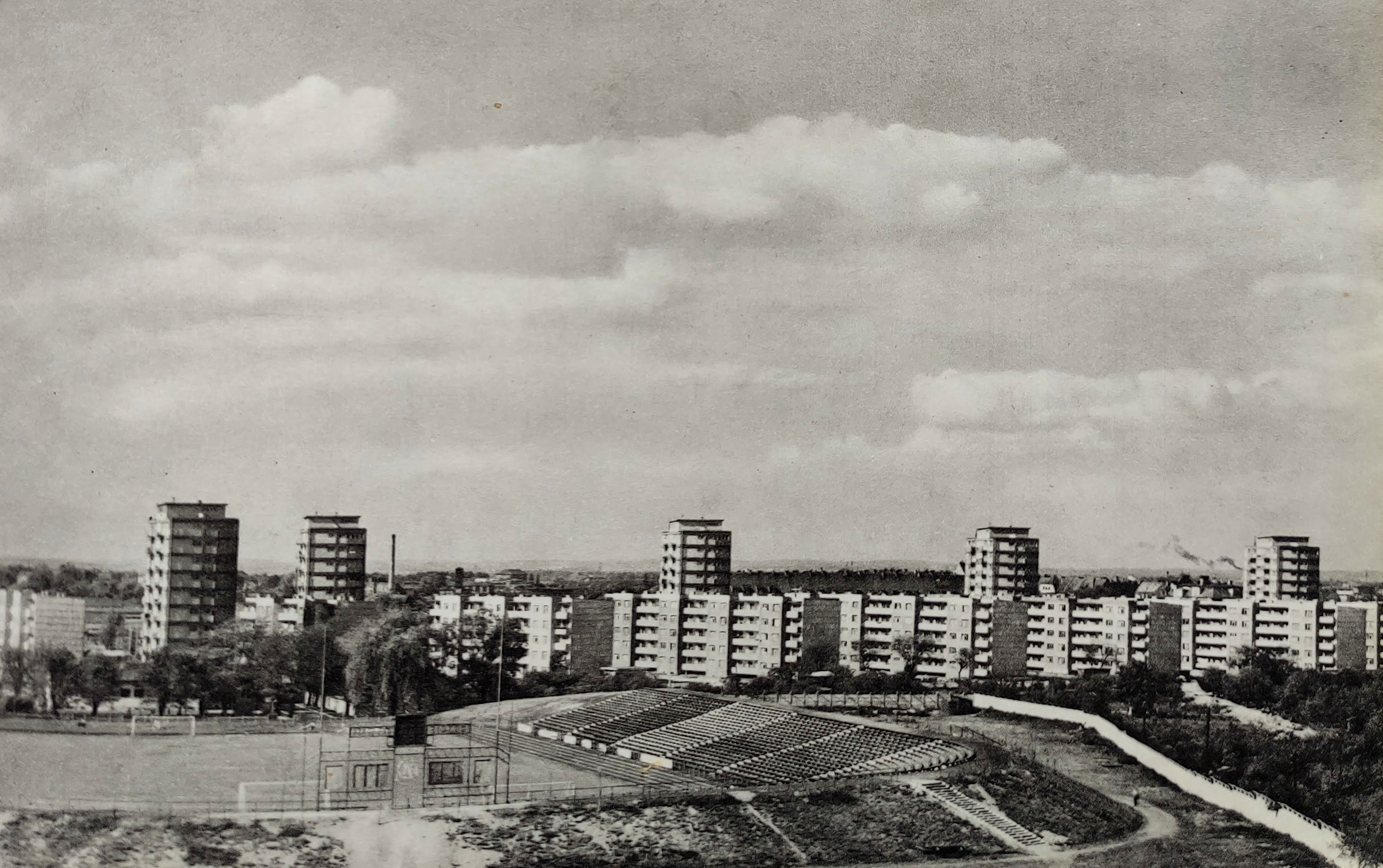
Panorama modernistycznej zabudowy Gajowic
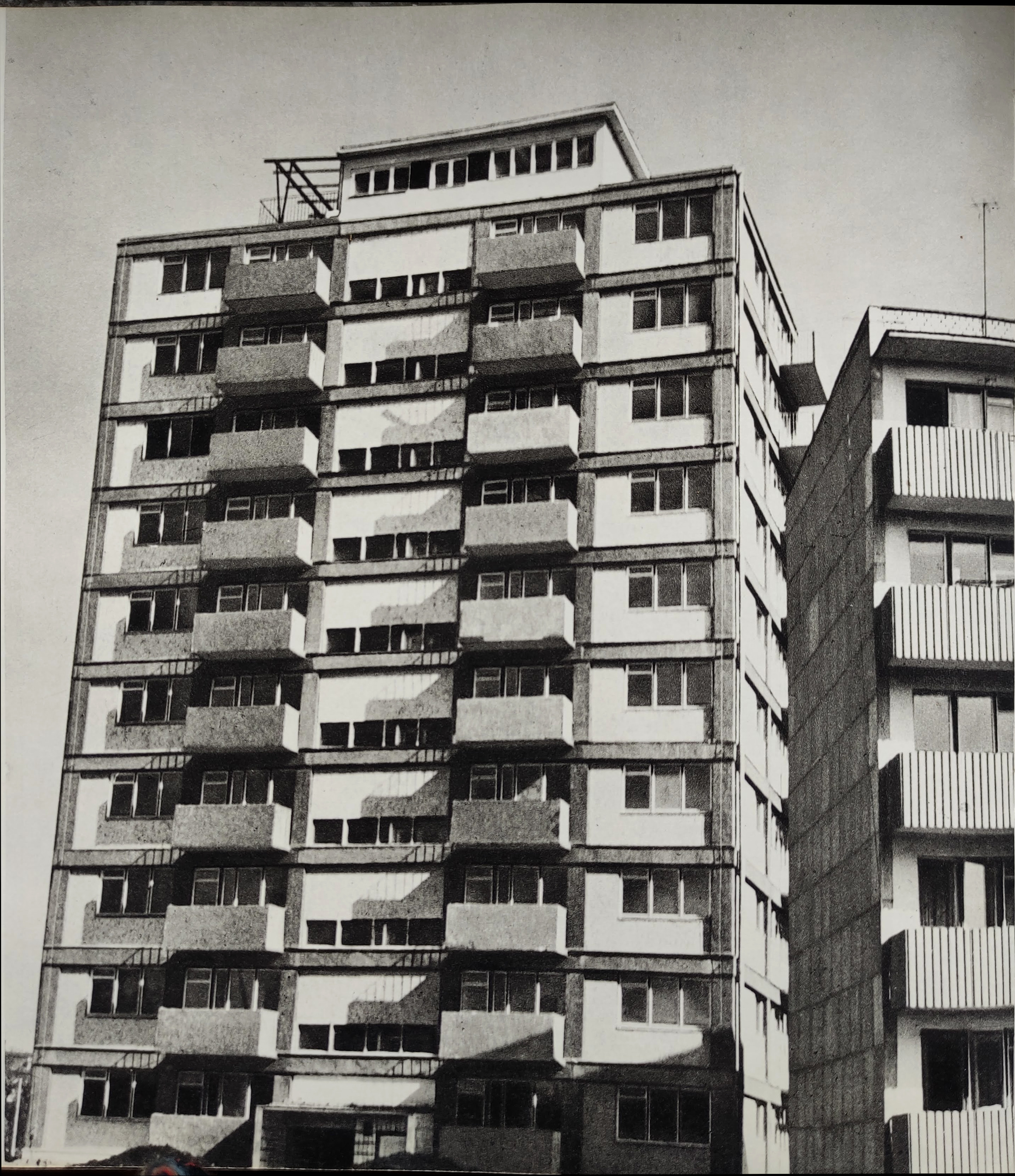
Wieżowiec przy ul. Grabiszyńskiej 164
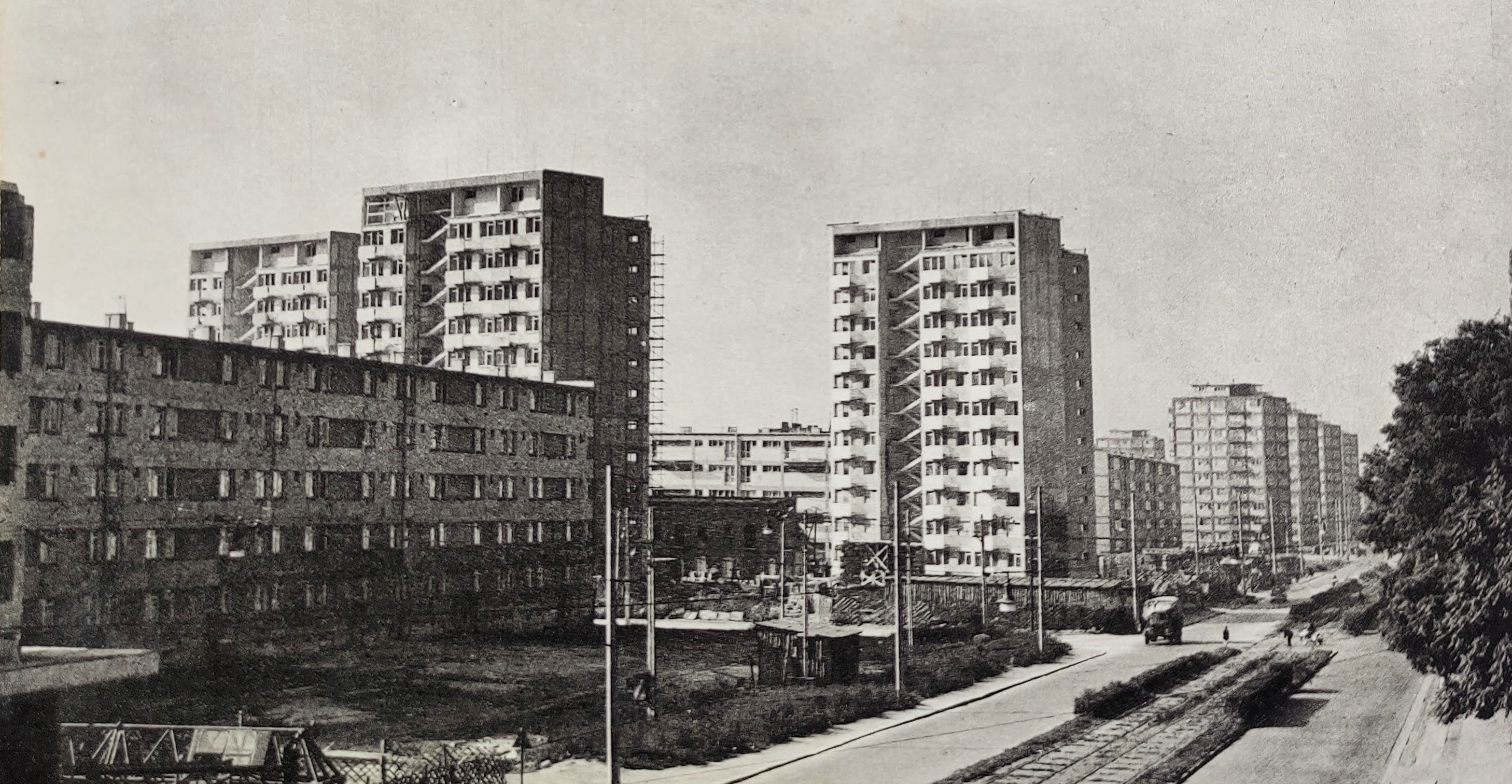
Wieżowce przy ul. Grabiszyńskiej

## Odnośniki zewnętrzne
- realizacje Tawryczewskiej w serwisie fotopolska.eu,
- Dom Naukowca, Wrocław, pl. Grunwaldzki 15-21 w serwisie fotopolska.eu oraz w serwisie polska-org.pl,
- budynek mieszkalny przy ul. Pereca 26-28 / ul. Żelaznej 53 w serwisie polska-org.pl,
- budynek przy ul. Grabiszyńskiej 164 serwisie polska-org.pl.